# Polycarpa anguinea
Polycarpa anguinea är en sjöpungsart som först beskrevs av Sluiter 1898.  Polycarpa anguinea ingår i släktet Polycarpa och familjen Styelidae. Inga underarter finns listade i Catalogue of Life.